# Elena Mureșianu
Elena Mureșianu (născută Elena Popovici, n. 13 septembrie 1862, Brașov – d. 1924) a fost prima pictoriță română care a studiat artele frumoase, prima femeie administrator a unui ziar și o susținătoare a drepturile românilor din Transilvania.

## Date biografice
Elena Mureșianu este fiica lui Ioan Bucur Popovici (1824–1880) și al Zincăi I. Nica (1838-1878), fiica unuia dintre cei mai bogați negustori din oraș, Ioan Nica Nichifor. Cei doi s-au căsătorit în anul 1860 și au avut împreună cinci copii: Maria Lucreția, Veturia, Elena, Irene și Ioan. La 16 ani, Elena rămâne orfană de mamă și, la scurt timp după aceea, și de tată. Astfel, ea ajunge împreuna cu fratele și surorile ei în grija bunicii sale Maria Nica și a unchiului ei, Gheorghe Nica.
A studiat la Școala de Arte și Meserii a Muzeului Austriac pentru Artă și Industrie din Viena între 1884 și 1888. În anul 1888, își încheie studiile deoarece nu reușește să găseasca bursă de studii. După revenirea de la Viena se căsătorește cu Aurel Mureșianu, cel care a îndemnat-o să plece la studii. Cei doi au avut doi copii, Aurel (Riculeț) și Elena Aida (Tuca).
Corespondența dintre ea și soț, păstrată la arhiva Muzeului „Casa Mureșenilor”, arată o implicare activă a sa în afacerile familiei, atât la tipografia „A. Mureșianu”, cât și la redacția ziarului Gazeta de Transilvania. În 1899, soțul ei este arestat și, după moartea acestuia, Elena a condus tipografia familiei și prestigioasa publicație până în decembrie 1911.

## Organizații
A fondat la 27 aprilie 1894 Comitetul Național al Femeilor Românce, care îi susținea pe cei implicați în procesul Memorandumului Transilvaniei. La inițiativa ei a apărut medalia „Totul pentru națiune”. A promovat cu orice ocazie artiștii locali.